# Pilea digitata
Pilea digitata är en nässelväxtart som beskrevs av A.K.Monro. Pilea digitata ingår i släktet pileor, och familjen nässelväxter. Inga underarter finns listade i Catalogue of Life.